# Полимеризация
Полимеризацията е процес, при който полимерната верига се образува чрез последователно присъединяване на молекулите на един или няколко мономера към нарастващ активен център. Осъществява се чрез разкъсване на ненаситени връзки или циклични съединения.
За разлика от поликондензацията, в реакционната смес присъстват само мономер и полимер.
Полимеризацията включва три етапа:
- образуване на активен център;
- нарастване на веригата;
- прекъсване на веригата.

В зависимост от начина на получаване на активния център има няколко вида полимеризация:
- радикалова
- анионна
- катионна

Полимеризацията може да бъде провеждана по няколко начина:
- в блок (блокова полимеризация);
- в суспензия;
- в емулсия;
- в разтвор